# Mario Capezzuto
Mario Capezzuto (* 10. Mai 1952 in Nocera Inferiore, Italien) ist ein deutscher SPD-Politiker.

## Leben
Capezzuto wurde im Mai 1952 im nahe Neapel gelegenen Nocera Inferiore geboren und als Neunjähriger von seinem bereits vorher im württembergischen Lorch arbeitenden Vater mit der Mutter nach Deutschland nachgeholt.
Später studierte er am Pädagogischen Fachseminar in Schwäbisch Gmünd und war als Fachlehrer, später Fachoberlehrer, tätig.
Neben seinen politischen und sonstigen Ämtern arbeitet Capezzuto als Wirtschafts- und Politikberater.

## Politische Ämter
Im Jahr 1973 wurde Capezzuto Mitglied im Oriaausschuss der Stadt Lorch, dem Ausschuss zur Förderung der Beziehungen zur italienischen Partnerstadt.
1989 wurde er erstmals in den Lorcher Gemeinderat gewählt, dessen Mitglied er bis heute ist.
1997 rückte Capezzuto für Dieter Spöri in den Landtag von Baden-Württemberg als Abgeordneter ein. 2001 konnte er sein Mandat im Wahlkreis Schwäbisch Gmünd verteidigen. Bei den Wahlen am 26. März 2006 wurde er jedoch nicht mehr in den Landtag gewählt.
Von 1991 bis 1999 war er Vorsitzender des SPD-Ortsvereins Lorch, seit 1994 ist er Mitglied im Kreisvorstand der SPD Ostalb und seit 1999 auch Mitglied des Kreistages des Ostalbkreises.
Im Jahr 1999 wurde er erstmals in den Kreistag des Ostalbkreises gewählt, dessen Mitglied er bis heute ist.
Von 1994 bis 1999 war Capezzuto Mitglied im Regionalverband Ostwürttemberg.

## Sonstige Ämter
- 1967–1969: Vorstandsmitglied in der Landesschülervertretung Baden-Württemberg
- 1991–1997: Schöffe am Landgericht Ellwangen
- 1998–1999: Schöffe am Amtsgericht Ellwangen (vorzeitig ausgeschieden)
- 1995–2001: Mitglied im Landesvorstand der Sozialdemokratischen Gesellschaft für Kommunalpolitik (SGK)
- seit 1995: Stadtverbandsvorsitzender der Lorcher Sportvereine
- seit 2003: Vorsitzender des Sozialverbandes VdK Lorch
- 2004–2005: ehrenamtlicher Nachhilfelehrer an der Grundschule Lorch
- 2007–2012: Fußballvorstand beim 1. FC Normannia Schwäbisch Gmünd
- seit 2013: Vorsitzender des Gmünder Altersgenossenverein 1952 (AGV)
- seit 2017: Beiratsmitglied der Justizvollzugsanstalt Schwäbisch Gmünd

## Ehrungen
Im Jahr 2002 wurde Capezzuto für seine Arbeiten um die europäische Integration mit dem Verdienstorden der Italienischen Republik in der Ritterklasse (italienisch Cavaliere) ausgezeichnet.
Im Januar 2015 wurde er mit dem Bundesverdienstkreuz ausgezeichnet.